# Луганський Микола Львович

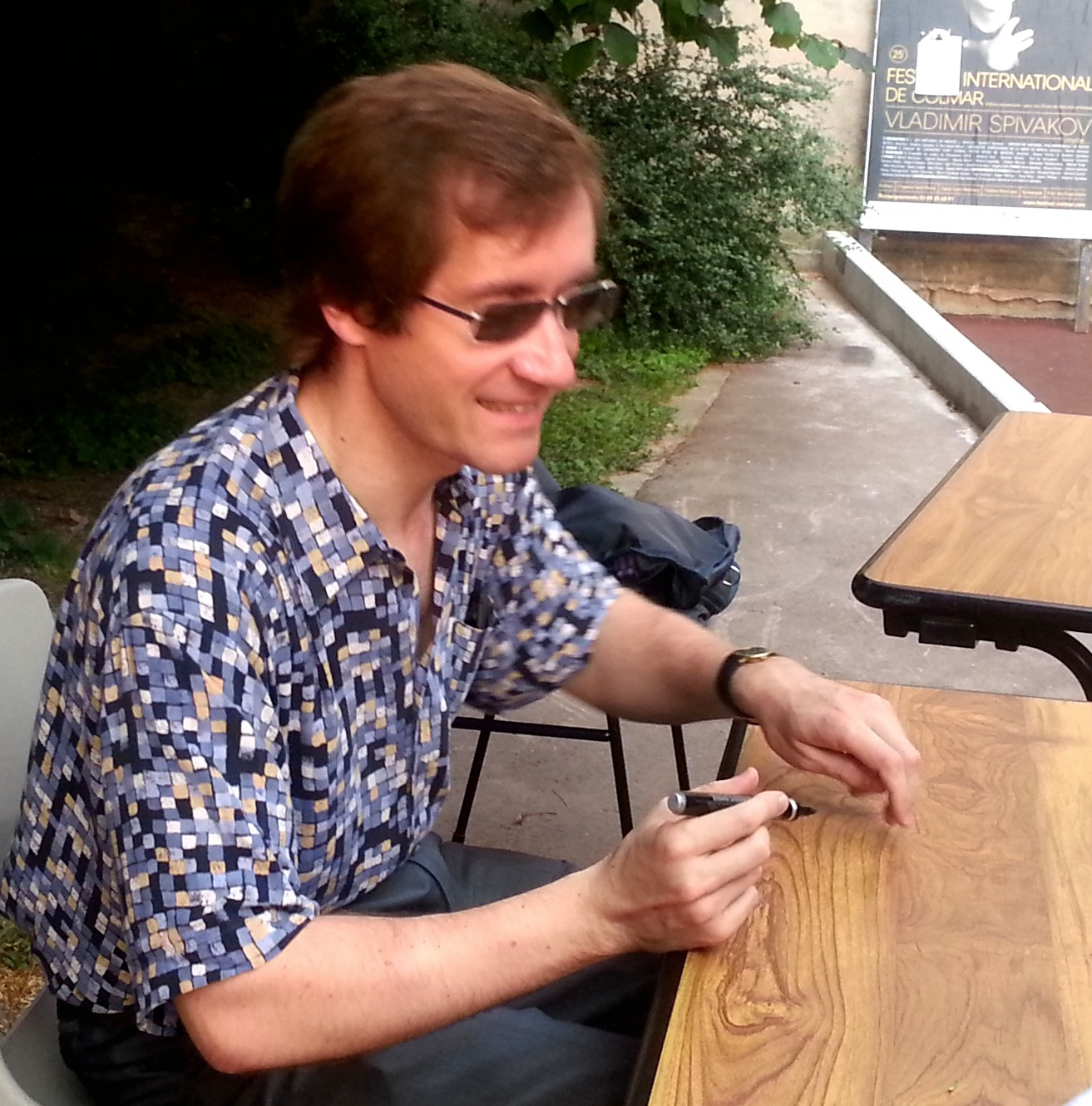
Автограф-сесія на Міжнародному фестивалі Кольмар, липень 2013

Луганський Микола Львович (рос. Никола́й Льво́вич Луга́нский нар. 26 квітня 1972, Москва) — російський піаніст, соліст Московської філармонії, Народний артист Росії (2013),  У 2019 році його донька, журналістка та аспірантка Анна Луганська, привернула увагу міжнародних медіа, з’явившись на державній церемонії в Кремлі у футболці з написом «Я/МИ = ІВАН ГОЛУНОВ».

## Біографія
Народився в родині науковців. Навчався в Центральній музичній школі у Т. Е. Кестнер (1979–1990). У 1995 р. закінчив Московську консерваторію (у класі Т. П. Ніколаєвої та С. Л. Доренського), а в 1997 р. закінчив асистентуру-стажування (керівник — С. Л. Доренський).
З 1998 р. викладає в Московській консерваторії, а також є солістом Московської філармонії. У 2016 році виступив у Донецькій філармонії з нагоди дня народження Сергія Прокоф’єва. 
Донька Анна, журналістка, закінчила магістратуру історичного факультету МДУ. Отримала відомість, супроводжуючи батька, епатажною появою 12 червня 2019 року в Кремлі на урочистій церемонії вручення президентом В. В. Путіним державних премій за видатні досягнення в наукових і культурних галузях у футболці «„Я/Ми Іван Голунов“».

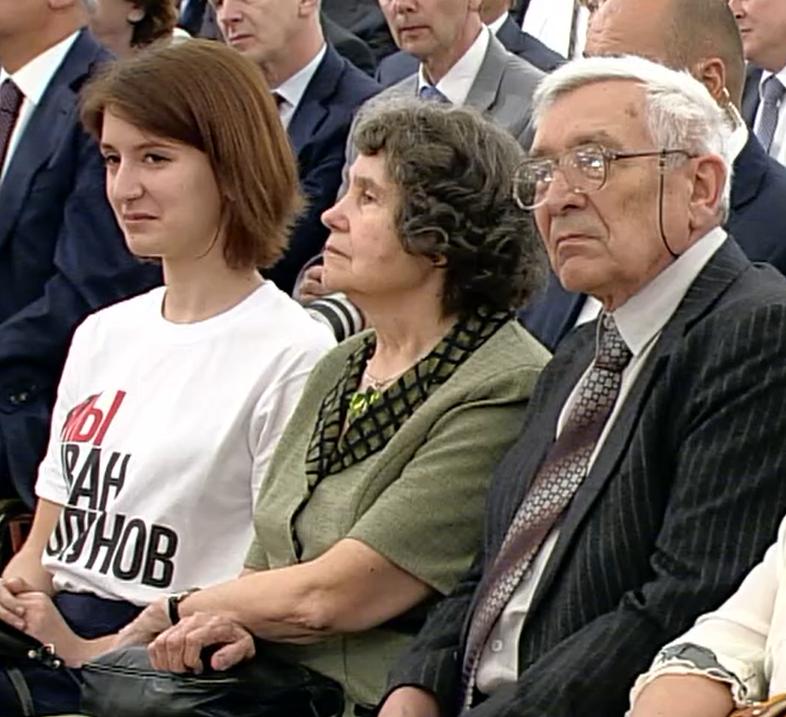
Анна Луганська з дідусем і бабусею у 2019 році

## Нагороди та премії
- Переможець I Всесоюзного конкурсу юних музикантів (Тбілісі, 1988)
- II премія на VIII Міжнародному конкурсі імені Й. С. Баха (Лейпциг, 1988)
- II премія на Всесоюзному конкурсі імені С. В. Рахманінова (Москва, 1990)
- Спеціальна премія Міжнародної літньої академії Mozarteum (Зальцбург, 1992)
- II премія на X Міжнародному конкурсі імені П. І. Чайковського, (Москва, 1994)
- Спеціальний призу Фонду Е. Невідомого «За сповідальність тону і художній внесок в нову інтерпретацію російської музики — Учні та вчителі»
- Премія Теренса Джадда (1995)
- Приз німецької критики за запис концертів Рахманінова (2003)
- Премія Echo klassik за «найкраще виконання інструментального концерту» (2005)